# 嘉義市公車光林我嘉線
光林我嘉線（黃線），為嘉義市公車三條主要公車路線之一，由國光客運營運。由港坪運動公園出發後，沿途經過嘉義市先期交通轉運中心、嘉義火車站及多處景點後，終點至蘭潭。本路線可於垂楊路上之新光三越遠東站、文化路口站、林森東路上之檜意森活村站(需步行至忠孝路轉乘)、中山路上之嘉義公園站、嘉義火車站以及位於中興路之嘉義轉運站轉乘嘉義公車捷運(嘉義BRT)。
光林我嘉線A線（黃A線），經由大雅路延駛至東洋新村，並取消繞駛香湖公園及秀泰影城路段，全線於2023年8月28日正式通車，北興陸橋施工期間增停文化文華街口站及秀泰影城站。

## 歷史
- 2018年7月18日，原市區6路變更為台灣好行「光林我嘉線」66路線之市公車，由嘉義縣公共汽車管理處營運，增加香湖公園、秀泰影城、三越遠東商圈、文化路口、城隍廟、228紀念館、大雅商圈、蘭潭DC、蘭潭風景區等站點，並增加班次為平日各11往返、例假日17往18返[3]，2018年9月30日前刷電子票證免費乘車。
- 2018年8月8日，66路線公車增加為20往返[4]。
- 2018年9月1日，66路線平日班次變更為14往返。
- 2018年10月1日，66路線正式營運並開始收費。
- 2019年11月16日，66延駛港坪運動公園（經由嘉樂福夜市）。
- 2019年10月：嘉義市政府宣布所管轄的公車路線將全面替換為電動公車，成為全台首創之縣市。[5]
- 2020年10月：光林我嘉線配置之電動公車交車。[6]
- 2020年12月30日～2021年1月3日：國光客運開始試營運光林我嘉線（黃線），新增「自由友忠路口」、「大潤發（博愛路）」等站點，每日各4往返共8班次。[7][8]
- 2021年1月4日～2021年1月10日：光林我嘉線試營運班次調整為全班次。
- 2021年1月11日：由66路改制為光林我嘉線（黃線），改由國光客運接手營運，全線採電動公車行駛。
- 2021年11月10日：新增「文化文華街口」招呼站。
- 2022年4月18日：新增「玉山郵局」招呼站。
- 2023年8月28日：黃A線開通，營運範圍延伸至東洋新村。

## 路線基本資料
- 全程行車里程數：14.6公里
- 全程行車時間：約60分

### 停站
- 參見右方站牌路線圖。

（黃A線於北興陸橋施工期間增停文化文華街口站及秀泰影城站）

### 收費
- 一段票收費：全票12元、半票6元
- 2025年12月底前刷電子票證(IC卡)免費乘車
- 適用TPASS行政院通勤月票免費乘車

## 車輛配置
- 2020年 成運Master MB120NSE三門電動低地板公車2輛。
- 2020年 成運Master MB090NSE單門電動低底盤公車4輛。

## 周邊
黃線的特色之一為附近的教會眾多，台灣基督長老教會位於嘉義市的教會有過半數皆可搭乘此路線前往。
- 嘉義友愛教會
- 博愛教會
- 北榮教會
- 西門教會
- 嘉義東門教會
- 文雅教會
- 嘉義市政府
- 嘉義大學林森校區(鄰近獄政博物館站)

## 外部連結
- 搭公車玩嘉義1日遊｜台灣好行光林我嘉優惠套票 （页面存档备份，存于）
- 國光客運（页面存档备份，存于）
- 嘉義市政府交通處 （页面存档备份，存于）